# فرودگاه اچ. ال. سونی کالاهان
فرودگاه اچ.ال. سونی کالاهان (به انگلیسی: H. L. Sonny Callahan Airport) یک فرودگاه همگانی بهره‌برداری هوایی است که یک باند فرود آسفالت دارد و طول باند آن ۲۰۱۳ متر است. این فرودگاه در شهر فیرهوپ، آلاباما کشور ایالات متحده آمریکا قرار دارد و در ارتفاع ۲۸ متری از سطح دریا واقع شده‌است.